# Sollefteå (Gemeinde)
Koordinaten: 63° 10′ N, 17° 16′ O

Sollefteå ist eine Gemeinde (schwedisch kommun) in der schwedischen Provinz Västernorrlands län und der historischen Provinz Ångermanland. Der Hauptort der Gemeinde ist Sollefteå.
Weitere Ortschaften sind Junsele, Långsele, Näsåker, Österforse, Ramsele und andere. Durch die Gemeinde führen die Reichsstraßen 87 und 90 sowie die Eisenbahnlinien Härnösand – Långsele und Ånge – Vännäs.

## Geographie
Die Gemeinde erstreckt sich 130 Kilometer entlang des Ångermanälven von Nordwesten nach Südosten. Bei Sollefteå mündet der Faxälven in den Ångermanälven. Das Gemeindegebiet, das im Vorland des Skandinavischen Gebirges liegt, ist gebirgig mit tief eingeschnittenen Flusstälern und zahlreichen Seen. Etwa 80 Prozent der Fläche sind bewaldet und im Südwesten der Gemeinde gibt es ausgedehnte Feuchtgebiete.

## Wirtschaft
Die Forstwirtschaft spielt als traditioneller Erwerbszweig noch immer eine wichtige Rolle im Wirtschaftsleben der Gemeinde. Die Stromerzeugung (16 Wasserkraftwerke – 15 Prozent der Wasserkraftproduktion Schwedens) ist ebenfalls ein wichtiger Arbeitgeber. Daneben gibt es mittelgroße und kleinere Industrieunternehmen in unterschiedlichen Branchen. Nach der Auflösung der Garnison im Jahr 2000 wurden einige staatliche Behörden (bzw. Abteilungen) nach Sollefteå verlegt.

## Politik
Die Wahl zum Gemeindeparlament am 14. September 2014 führte zu folgendem Ergebnis (mit ± Differenz zur vorigen Wahl 2010):
|  | Partei                   | Stimmenanteil | ±      | Mandate | ±   |
|  | ------------------------ | ------------- | ------ | ------- | --- |
|  | Moderata Samlingspartiet | 10,01 %       | – 4,63 | 5       | – 2 |
|  | Centerpartiet            | 09,06 %       | + 0,03 | 4       | ± 0 |
|  | Folkpartiet liberalerna  | 02,39 %       | – 1,82 | 1       | – 1 |
|  | Kristdemokraterna        | 01,34 %       | – 0,96 | 0       | – 1 |
|  | Socialdemokraterna       | 45,17 %       | – 2,81 | 21      | ± 0 |
|  | Vänsterpartiet           | 06,35 %       | – 0,56 | 3       | ± 0 |
|  | Miljöpartiet de gröna    | 03,10 %       | – 0,46 | 1       | – 1 |
|  | Sverigedemokraterna      | 05,06 %       | + 2,24 | 2       | + 1 |
|  | Lokale Liste*            | 17,23 %       | + 8,99 | 8       | + 4 |
|  | Andere                   | 0,22 %        | – 0,09 | 0       | ± 0 |

* Västrainitiativet Sollefteå Kommuns Bästa

## Sehenswürdigkeiten
Nordwestlich von Sollefteå am Ångermanälven liegen Nämforsen (37 Kilometer von Sollefteå) und Junsele (75 Kilometer von Sollefteå). Nämforsen ist eine der größten Stromschnellen im Ångermanälven, an denen das Wasserkraftwerk Nämforsen errichtet wurde. Unterhalb des Kraftwerkes liegt ein Gebiet mit Felsritzungen aus der Stein- und Bronzezeit (siehe Felsritzungen von Nämforsen). Mit über 1.700 Ritzungen ist es eines der größten Nordeuropas. Am südlichen Flussufer liegt auch eine ehemalige steinzeitliche Siedlung, die rekonstruiert wurde und besichtigt werden kann.
Junsele ist ein Fremdenverkehrsort. Eines der größten Freilichtmuseen Ångermanlands liegt in Junsele. Im Sommer wird jährlich eine Musik- und Kunstwoche veranstaltet. In der Nähe liegen das Naturreservat Edens by und der Tierpark Hamptjärnsberget.
Am Faxälven, ungefähr 60 Kilometer nördlich von Sollefteå, liegt Ramsele. Die alte Kirche von Ramsele am Ufer des Flusses ist aus dem 13. Jahrhundert. Aber vor allem die Uferlandschaft des Faxälven bei Ramsele (Naturreservat) ist einzigartig und ein bekanntes Biotop für Biber.

## Städtepartnerschaften
Sollefteå pflegt mit folgenden Städten Partnerschaften:
| - Põltsamaa, Estland - Steinkjer, Norwegen - Esashi, Japan - Rudniki, Polen | - Nykarleby, Finnland - Madison, USA - Slovenske Konjice, Slowenien - Bangkok, Thailand |